# Francesco I di Lorena
Francesco Stefano di Lorena (Nancy, 8 dicembre 1708 – Innsbruck, 18 agosto 1765) è stato Imperatore dei Romani con il nome di Francesco I dal 1745 alla morte. Già duca di Lorena dal 1729 al 1737 con il nome di Francesco III, rinunciò al titolo cedendo la Lorena alla Francia e acquistando in cambio la corona del granducato di Toscana. Fu imperatore consorte in quanto il titolo imperiale apparteneva, in realtà, alla moglie Maria Teresa. 
Sposò Maria Teresa d'Austria, regina di Boemia e d'Ungheria, dalla quale ebbe sedici figli, tra cui i futuri imperatori Giuseppe II e Leopoldo II, le regine Maria Carolina di Napoli e Maria Antonietta di Francia, e la duchessa Maria Amalia di Parma. Insieme alla moglie fu il fondatore della dinastia degli Asburgo-Lorena, che resse le redini degli stati ereditari asburgici, del Granducato di Toscana fino al 27 aprile 1859, del Sacro Romano Impero fino al 6 agosto 1806, dell'Impero Austriaco, poi Impero Austro Ungarico dal 1804 fino al 3 aprile 1919, dopo la sconfitta subita nella Prima Guerra Mondiale.

## Biografia

### Infanzia

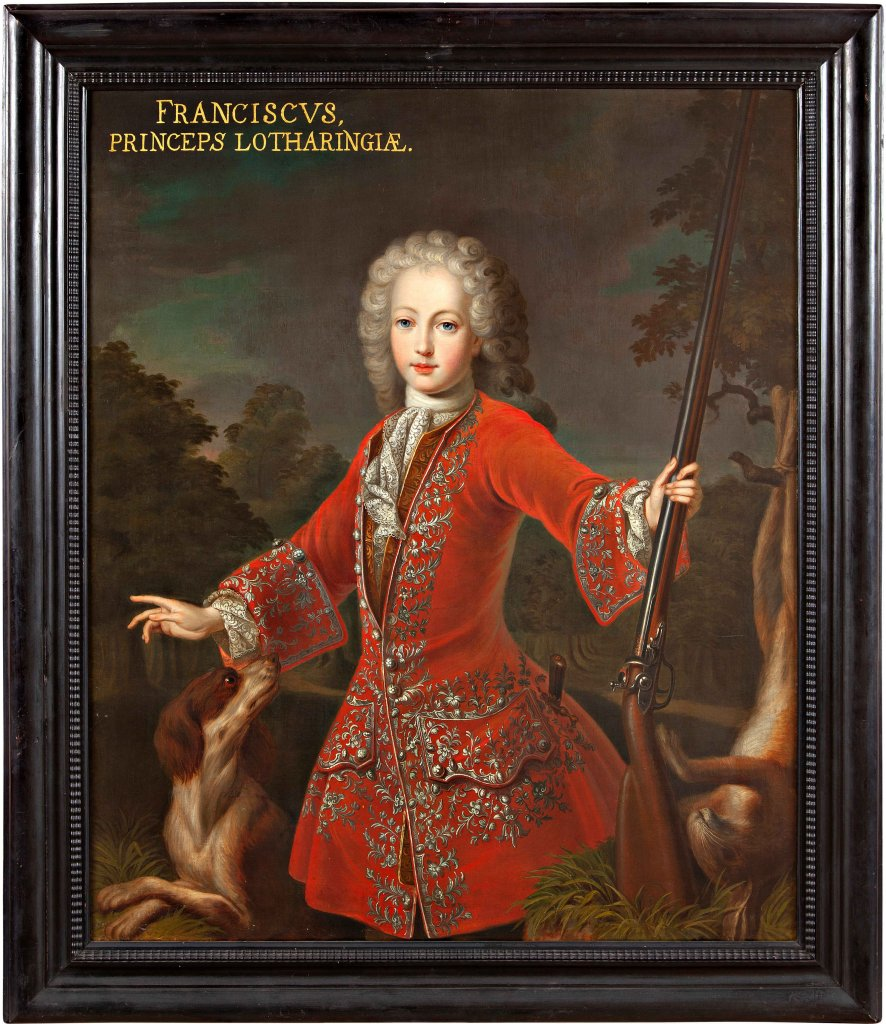
Josef Kiss, Francesco a 15 anni, ritratto con il suo fucile da caccia preferito (replica del 1855)

Francesco Stefano di Lorena nacque a Nancy, in Lorena, all'epoca ducato sovrano indipendente dal Regno di Francia, l'8 dicembre del 1708. Egli era il maggiore dei figli sopravvissuti di Leopoldo, duca di Lorena, e di sua moglie Elisabetta Carlotta d'Orléans, figlia del duca Filippo I, duca d'Orléans, unico fratello del re Luigi XIV di Francia. Francesco Stefano era dunque imparentato anche con gli Asburgo attraverso la nonna paterna Eleonora Maria, figlia dell'imperatore Ferdinando III e moglie di Carlo V di Lorena, suo nonno. Era molto legato sia alla sorella Anna Carlotta sia al fratello maggiore Leopoldo Clemente con il quale, dal 1716, venne avviato alla carriera militare all'interno dell'esercito imperiale, divenendo titolare di un reggimento di fanteria.
L'imperatore Carlo VI favorì la famiglia che, oltre a essere di fatto costituita da suoi cugini, aveva servito la casa d'Austria con distinzione nelle ultime guerre sostenute dal Sacro Romano Impero. In cuor suo aveva progettato di fare sposare sua figlia primogenita Maria Teresa con il fratello maggiore di Francesco Stefano, Leopoldo Clemente. Carlo, con la morte improvvisa di Leopoldo Clemente, prescelse il fratello minore come suo futuro genero. Francesco Stefano fu per questo educato a Vienna con Maria Teresa, in base a un preventivo accordo matrimoniale, e tra di loro sorse un vero legame di affetto.

### Duca di Lorena e Granduca di Toscana
All'età di quindici anni, quando fu portato a Vienna, Francesco Stefano venne investito del Ducato di Teschen, che era stato mediatizzato e concesso a suo padre dall'imperatore nel 1722. A vent'anni Francesco Stefano di Lorena successe a suo padre come duca di Lorena, nel 1729, con il nome di Francesco III. Nel 1731 venne richiamato a Vienna dall'imperatore e durante il viaggio fu iniziato alla Massoneria in una cerimonia segreta che si tenne a L'Aja, presso una casa di proprietà del locale ambasciatore britannico, Philip Stanhope, IV conte di Chesterfield. Qualche anno dopo, quando Francesco Stefano compì un viaggio in Inghilterra, venne fatto maestro massone in un'altra cerimonia speciale tenutasi a Houghton Hall, residenza del primo ministro Robert Walpole nel Norfolk.. Maria Teresa ottenne per lui, nel 1732, la carica di Luogotenente (locumtenens) d'Ungheria. Francesco Stefano non era entusiasta di questa posizione, ma Maria Teresa lo voleva più vicino a sé. Nel giugno del 1732 accettò di andare a Presburgo. Incominciò nel frattempo a presenziare a una serie di eventi pubblici in rappresentanza dell'imperatore come il matrimonio del principe Federico di Prussia nel 1733 con Elisabetta Cristina di Brunswick-Wolfenbüttel-Bevern.

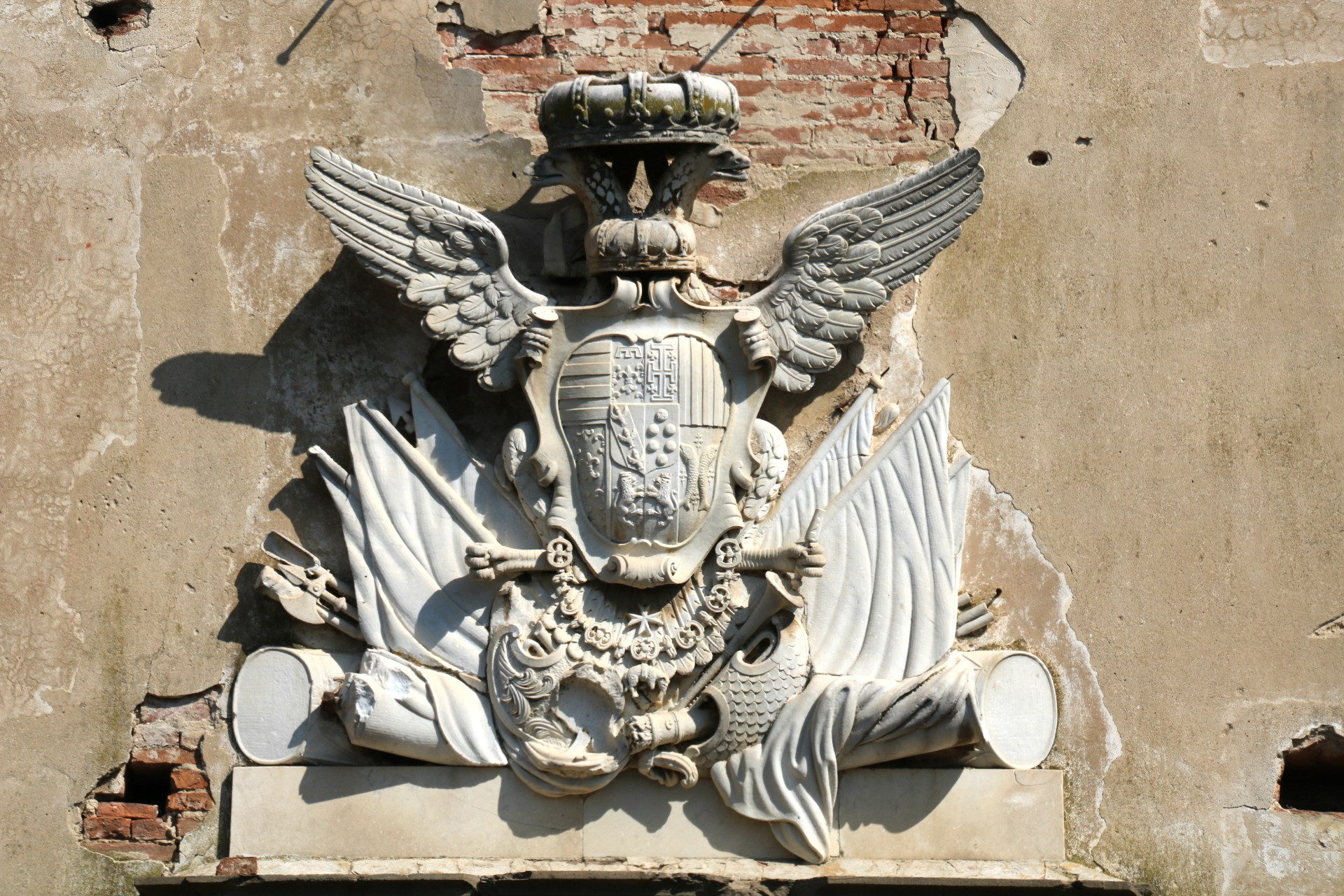
Lo stemma di Francesco I di Lorena sulla Cateratte del Canale del Padule di Bientina a San Giovanni alla Vena, Vicopisano, Toscana.

Alla fine della Guerra di successione polacca, l'imperatore Carlo VI acconsentì a indennizzare il candidato francese Stanislao Leszczyński, suocero di Luigi XV di Francia, per la perdita della sua corona, avvenuta nel 1735. Il primo ministro di Francia, il cardinale de Fleury, vide la guerra polacca come una possibilità di colpire il potere austriaco in Occidente, senza sembrare l'aggressore. Mentre si curava poco per chi dovesse diventare re di Polonia, la ragione di proteggere Stanislao Leszczyński gli fu più congeniale e sperava di utilizzare la guerra come mezzo per umiliare gli austriaci e per fare sì che il Ducato di Lorena, pericolosamente vicino alla frontiera francese, non confluisse negli Stati ereditari asburgici a causa delle nozze tra Francesco Stefano e l'arciduchessa Maria Teresa.
Una pace preliminare fu conclusa nell'ottobre del 1735 e ratificata con il Trattato di Vienna nel novembre del 1738. Federico Augusto II, Elettore di Sassonia, fu confermato come re di Polonia, Stanislao Leszczyński fu indennizzato con la Lorena (che alla sua morte, tramite la figlia, sarebbe passata alla Francia), mentre l'ex duca di Lorena veniva creato erede del Granducato di Toscana.
Le azioni militari si interruppero dopo la pace preliminare del 1735, ma gli accordi ufficiali dovettero attendere fino alla morte dell'ultimo dei Medici, il granduca di Toscana Gian Gastone, avvenuta nel 1737, per consentire gli scambi territoriali previsti.
Il 31 gennaio 1736 Francesco Stefano e Maria Teresa si fidanzarono ufficialmente e si sposarono il 12 febbraio successivo. Nel marzo del 1736 Francesco Stefano, su pressione dell'imperatore, accettò di scambiare la Lorena con il granducato di Toscana. Carlo VI, infatti, aveva posto lo scambio come condizione per le future nozze, mostrando - prima degli accordi nuziali ufficiali - l'intenzione di considerare altre possibilità matrimoniali per la figlia, per esempio con il futuro Carlo III di Spagna. Quest'ultimo, tra l'altro, era tra i principi più vicini al trono di Toscana, dal momento che sua madre Elisabetta Farnese, attraverso la sua bisnonna Margherita de' Medici, reclamava per il figlio il diritto di succedere a Gian Gastone de' Medici.
Sebbene controvoglia Francesco Stefano, pur di sposare Maria Teresa d'Austria, si era dunque risolto a rinunciare al ducato paterno, indispettendo in tal modo la madre Elisabetta Carlotta d'Orléans e suo fratello Carlo Alessandro, fortemente contrari alla perdita della Lorena.

### Matrimonio con Maria Teresa

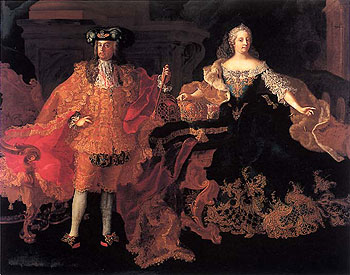
Francesco Stefano e Maria Teresa ritratti nel 1745 in abiti da incoronazione.

Francesco Stefano e Maria Teresa d'Austria si sposarono il 12 febbraio 1736, a Vienna, nella chiesa degli Agostiniani, mentre il 4 maggio successivo fu firmato il trattato segreto tra l'imperatore e Francesco Stefano, in base al quale il duca di Lorena rinunciava ufficialmente al suo titolo in cambio della corona di Toscana. Nel gennaio del 1737, le truppe spagnole che si erano insediate in Toscana a seguito dell'infante Carlo di Borbone, erede presunto di Gian Gastone de' Medici, si ritirarono dal granducato e furono sostituite da seimila austriaci. Il 24 gennaio 1737 Francesco ricevette ufficialmente la Toscana, feudo imperiale, da suo suocero. Per garantire l'indipendenza alla Toscana e non renderla una regione dello stato asburgico, si stabilì di tenere separate le due corone, mantenendo per il primogenito della casata degli Asburgo-Lorena il titolo imperiale, mentre per il secondogenito quello granducale.
Gian Gastone de' Medici morì il 9 luglio 1737 e Francesco Stefano di Lorena divenne il nuovo granduca di Toscana, il primo della dinastia dei Lorena. Nel giugno dello stesso anno si recò in Ungheria per combattere contro i Turchi. Nell'ottobre del 1738 era di nuovo a Vienna. Francesco Stefano, nel frattempo, con la morte di Gian Gastone de' Medici era divenuto granduca di Toscana con il nome di Francesco III (conservando così, in segno di protesta, la numerazione che gli proveniva dal duca di Lorena della sua famiglia), ma mostrò in principio un certo distacco dai suoi nuovi domini, preferendo rimanere alla corte di Vienna e governando i territori italiani tramite un suo delegato, Marc de Beauvau, principe di Craon. Il 17 dicembre 1738 Francesco Stefano e Maria Teresa incominciarono il viaggio di stato che il 20 gennaio 1739 li portò a fare il loro solenne ingresso a Firenze, passando per un Arco di Trionfo appositamente eretto e ancora oggi in loco. La coppia risiedette a Palazzo Pitti e Francesco III si disse affascinato dalla Toscana, non mancando di fare un'ottima impressione anche sui fiorentini che nella capitale lo accolsero con entusiasmo dopo i primi malumori dovuti alla sua appartenenza alla massoneria. La coppia visitò dunque Pisa e Livorno navigando sull'Arno per poi incontrare la sorella del defunto granduca, l'elettrice palatina Anna Maria Luisa de' Medici, alla quale Francesco III propose la reggenza del granducato in suo nome, salvo sentirsi riferire un netto rifiuto. La fama di Francesco III peggiorò poi drasticamente quando concluse il processo di spoliazione dei beni che i granduchi avevano accumulato in tre secoli di storia fiorentina, opere d'arte di inestimabile valore che presero irrimediabilmente la via per Vienna o, alla peggio, vennero vendute all'asta. Alcuni volumi provenienti dalla biblioteca di Francesco Stefano di Lorena sono riconoscibili perché hanno apposto un ex libris.

### Ascesa e governo come Imperatore del Sacro Romano Impero
Nel 1744 suo fratello Carlo sposò una sorella minore di Maria Teresa, l'arciduchessa Maria Anna d'Austria e nello stesso anno fu nominato governatore dei Paesi Bassi austriaci, carica che tenne fino alla sua morte, avvenuta nel 1780.
Nel 1740, alla morte di Carlo VI, che in virtù della Prammatica Sanzione del 1713, aveva nominato Maria Teresa erede degli Stati ereditari asburgici, scoppiò la Guerra di successione austriaca, a causa dell'ostilità dei sovrani di Baviera, Sassonia e Prussia, che non riconobbero alla nuova arciduchessa sovrana d'Austria i suoi diritti dinastici. La guerra durò otto anni e si concluse con il Trattato di Aquisgrana (18 ottobre 1748).
Nel corso delle alterne vicende belliche, Maria Teresa riuscì a cingere le corone che le spettavano di diritto, tra cui l'Ungheria, ma non poté impedire che i principi del Sacro Romano Impero eleggessero come nuovo imperatore il duca Carlo Alberto di Baviera (Carlo VII). Alla morte di quest'ultimo, avvenuta il 20 gennaio 1745, Maria Teresa riuscì a stipulare un accordo - Pace di Füssen - con il suo successore Massimiliano III di Baviera, garantendosi il riconoscimento della Prammatica Sanzione e quindi dei suoi diritti sulle corone d'Austria, Boemia e Ungheria, e ottenendo il sostegno del duca bavarese nell'elezione a imperatore di Francesco Stefano, che nel frattempo fu nominato da lei stessa co-reggente dei suoi domini ereditari.
Il 13 settembre 1745, dunque, Francesco Stefano fu eletto Imperatore del Sacro Romano Impero con il nome di Francesco I.

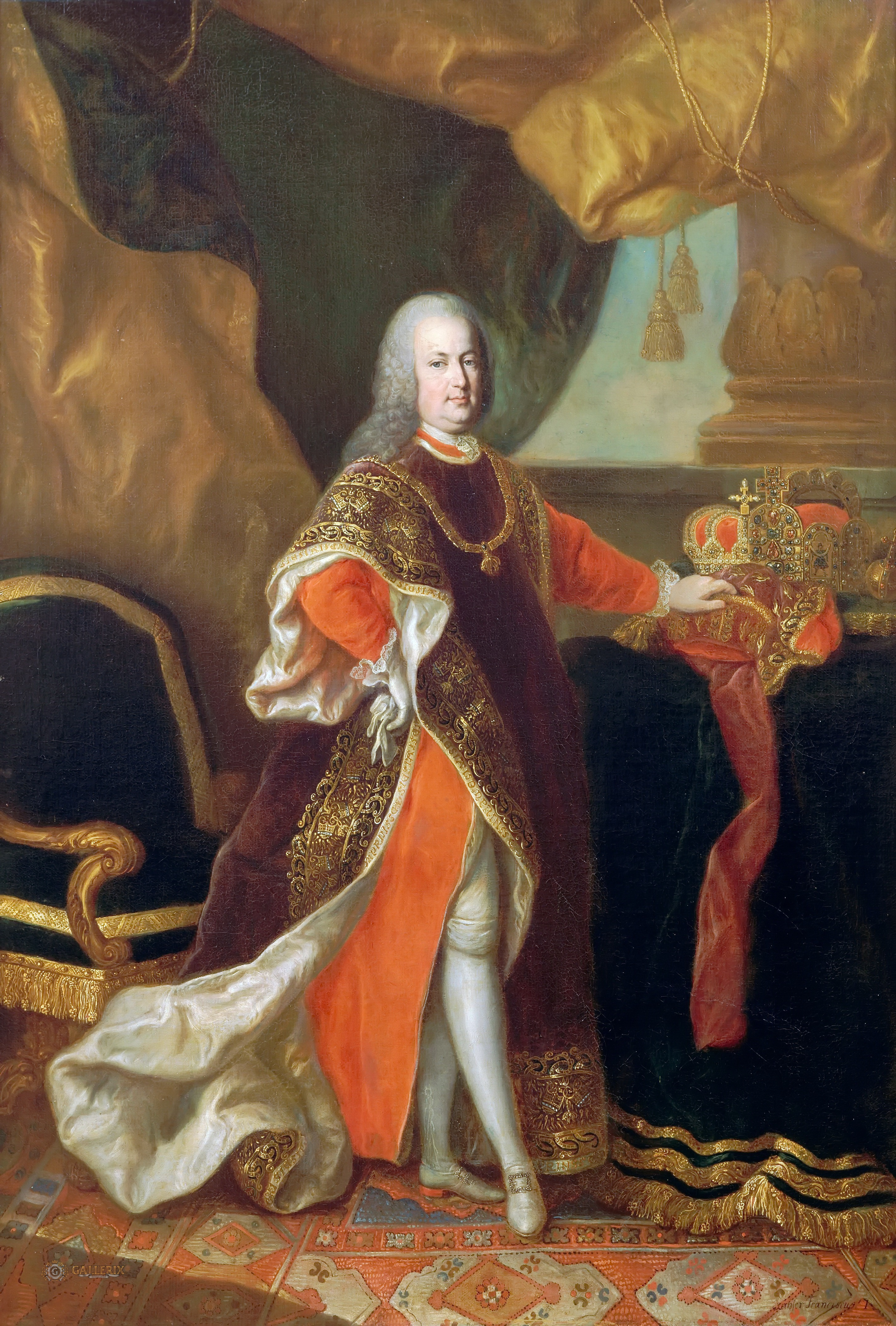
Ritratto dell'Imperatore Francesco I di Lorena con le vesti dell'Ordine del Toson d'oro, (Opera di Anton von Maron e conservata presso la Reggia di Versailles)

Francesco I fu ben contento di lasciare gestire il potere alla sua abile consorte. Aveva un fondo naturale di buon senso e una certa capacità negli affari e fu un utile assistente per Maria Teresa nel laborioso compito di governare i complicati domini austriaci, ma le sue funzioni sembrano essere state soprattutto di segreteria. Gli scarsi oneri, che comportavano la corona imperiale, ormai svuotata di reali poteri, e quella granducale, lasciarono a Francesco Stefano molto tempo libero, che egli impegnò riuscendo a gettare le basi per il patrimonio personale della famiglia imperiale, separato da quello statale e sottoposto a obbligo fiscale, che durò fino alla requisizione avvenuta dopo la prima guerra mondiale, da parte della neonata repubblica austriaca.
Francesco I fu un grande amatore e tradì numerose volte la moglie, alla quale tuttavia era legato da un profondo affetto reciproco. Tra le sue indiscrete relazioni è nota in particolare quella con Maria Wilhelmina von Neipperg, principessa di Auersperg, di trent'anni più giovane di lui. Il legame adulterino è testimoniato dalle lettere e dai diari dei visitatori della corte di Vienna, nonché dalle corrispondenze dei figli dell'imperatore stesso.

### Morte
Morì improvvisamente, stroncato da un colpo apoplettico, nella sua carrozza, mentre tornava, assieme al figlio Giuseppe, dal teatro dell'opera, a Innsbruck, la sera del 18 agosto 1765. I due, insieme alla famiglia imperiale, si trovavano infatti in loco per festeggiare il matrimonio tra Leopoldo e l'infanta Maria Luisa di Borbone-Spagna (1745-1792).
La moglie Maria Teresa rimase provata da questa esperienza e per i restanti anni della sua vita indossò sempre il lutto per commemorare ogni giorno la morte dell'adorato marito. Addolorata, nel 1765 scrisse nel suo diario personale:
Francesco I venne sepolto nella tomba numero 55 della Cripta Imperiale di Vienna.
A succedergli sul trono del Sacro Romano Impero fu il figlio maggiore Giuseppe II, mentre il potere sui domini ereditari asburgici rimase nelle mani di Maria Teresa. Sul trono di Toscana gli successe il figlio Pietro Leopoldo, che diede vita al ramo cadetto degli Asburgo-Lorena di Toscana, che ressero le sorti del granducato sino all'Unità d'Italia. Tuttavia, lo stesso Pietro Leopoldo fu chiamato a cingere la corona imperiale (come Leopoldo II) e quelle di Austria, Boemia e Ungheria alla morte di Giuseppe, che non ebbe eredi.

## Gli interessi e le collezioni
Francesco I, anche durante gli anni in cui ricoprì la carica di imperatore del Sacro Romano Impero, grazie al ruolo preponderante che ebbe sua moglie nella gestione degli affari di stato, ebbe molto tempo da dedicare alle proprie passioni. Sin dalla gioventù, infatti, egli era un patito cacciatore e incominciò a interessarsi molto presto alla natura che su di lui esercitava un fascino del tutto particolare. Con l'età dell'Illuminismo, si appassionò moltissimo alle ultime scoperte scientifiche di cui fece tesoro e che volle che fossero introdotte da subito a corte, in particolare quelle relative all'astronomia di cui fu un grande promotore a Vienna.
Collezionista apprezzato, si dedicò alla raccolta di curiosità naturali come conchiglie, insetti e minerali, passione che condivise con la figlia Maria Anna che poi continuò l'opera intrapresa dal padre, ampliando le sue collezioni e andando a costituire il primo nucleo di quello che attualmente è il Naturhistorisches Museum di Vienna. Francesco I collezionò anche monete e medaglie antiche oltre a distinguersi come apprezzato musicista, specializzandosi nel suono del violino e patrocinando diversi autori e compositori della sua epoca, oltre a coltivare una passione tutta personale per il teatro.

## Discendenza
Francesco Stefano e Maria Teresa ebbero sedici figli, dei quali raggiunsero l'età adulta quattro maschi e sei femmine.
- Maria Elisabetta (1737–1740), erede presunta di Maria Teresa tra il 1737 e il 1740, morì di vaiolo.
- Maria Anna (1738–1789), erede presunta di Maria Teresa tra il 1740 e il 1741, divenne badessa a Praga poiché da ragazza le sue condizioni di salute non consentivano di prospettare un matrimonio. Tuttavia finché la madre fu viva visse sempre a corte.
- Maria Carolina (1740–1741), morta per convulsioni.
- Giuseppe II (1741–1790), Imperatore del Sacro Romano Impero dal 1765; Arciduca d'Austria, Re d'Ungheria e Re di Boemia dal 1780; sposò l'infanta Isabella di Borbone-Parma (1741–1763), da cui ebbe due figlie. Isabella morì per complicazioni durante il secondo parto, Giuseppe si unì, in seguito, con la principessa Maria Giuseppa di Baviera (1739–1767), che non gli diede discendenza. Amò molto la prima moglie, detestò la seconda, sposata solo per l'insistenza della madre imperatrice.
- Maria Cristina (1742–1798), Duchessa di Teschen, sposò il principe Alberto di Sassonia-Teschen (1738–1822), ebbero una sola figlia morta in fasce.
- Maria Elisabetta (1743–1808), sfigurata dal vaiolo, non si sposò mai: divenne badessa a Innsbruck ma visse sempre a corte accanto alla madre.
- Carlo Giuseppe (1745–1761), morì adolescente di vaiolo.
- Maria Amalia (1746–1806), Duchessa di Parma, Piacenza e Guastalla, sposò il principe-duca di Parma, Piacenza e Guastalla Ferdinando I di Parma (1751–1802); ebbero sedici figli. Amalia fu la figlia più ribelle di Maria Teresa. All'inizio sostenitrice del dispotismo illuminato, lo abbandonò per sempre, come sua sorella Maria Carolina, dopo la morte della sorella Maria Antonietta, e da allora portò il lutto per tutta la vita.
- Leopoldo II (1747–1792), Granduca di Toscana dal 1765 con il nome di Pietro Leopoldo, abdicò nel 1790 per diventare Imperatore del Sacro Romano Impero; Arciduca d'Austria, Re d'Ungheria e Re di Boemia dal 1790; sposò l'infanta Maria Luisa di Borbone-Spagna (1745–1792); ebbero sedici figli, dei quali il primo divenne imperatore nel 1792 con il nome di Francesco II[5].
- Maria Carolina (1748), morta alla nascita.
- Maria Giovanna Gabriella (1750–1762), morì di vaiolo.
- Maria Giuseppina (1751–1767), morì di vaiolo.
- Maria Carolina (1752–1814), Regina di Napoli e di Sicilia, sposò il re Ferdinando IV di Napoli e Sicilia (1751–1825); ebbero diciotto figli. Carolina odiava la maggior parte dei suoi fratelli, le uniche a cui mostrò affetto furono Amalia e Antonietta, le tre sorelle infatti erano in ottimi rapporti. Maria Carolina fu scelta dalla madre poiché le sorelle che avrebbero dovuto sposare Ferdinando (Maria Giuseppina e Maria Giovanna) erano morte di vaiolo. All'inizio sostenitrice del dispotismo illuminato come la madre e i fratelli, lo abbandonò per sempre dopo l'esecuzione di Maria Antonietta, la prediletta tra le sue sorelle, che per contro era sempre stata una convinta e implacabile avversaria della causa rivoluzionaria, e si schierò tra i più strenui conservatori.
- Ferdinando Carlo Antonio (1754–1806), Duca di Brisgovia dal 1803; sposò Maria Beatrice d'Este, Duchessa di Massa e Principessa di Carrara, Signora di Lunigiana; ebbero dieci figli (Austria-Este).
- Maria Antonia (1755–1793), Regina di Francia e di Navarra con il nome di Maria Antonietta, sposò Luigi XVI di Francia, dal quale ebbe quattro figli. Rimase in contatto solo con le sorelle Amalia e Carolina, dopo la morte di sua madre. Fu l'unica a non seguire mai le idee riformiste della madre e dei fratelli, diventando quindi un simbolo del dispotismo tout court e ostinata roccaforte dell'ancien régime fino alla morte sulla ghigliottina durante la Rivoluzione francese.
- Massimiliano Francesco (1756–1801), Arcivescovo-elettore di Colonia dal 1784; destinato a una carriera militare, dovette rinunciare a causa di una caduta da un cavallo che gli procurò delle lesioni permanenti a una gamba, decise quindi di dedicare il resto della sua vita alla carriera ecclesiastica.

## Ascendenza
|                                        |                       |                              | Genitori                              |  |  | Nonni |  |  | Bisnonni            |  |  | Trisnonni              |  |
|                                        |                       |                              |                                       |  |  |       |  |  | Nicola II di Lorena |  |  | Francesco II di Lorena |  |
|                                        |                       |                              |                                       |  |  |       |  |  | Nicola II di Lorena |  |  | Francesco II di Lorena |  |
|                                        |                       | Cristina di Salm             |                                       |  |  |       |  |  | Nicola II di Lorena |  |  |                        |  |
| Carlo V di Lorena                      |                       |                              |                                       |  |  |       |  |  | Nicola II di Lorena |  |  |                        |  |
|                                        |                       | Claudia Francesca di Lorena  | Enrico II di Lorena                   |  |  |       |  |  |                     |  |  |                        |  |
|                                        |                       | Claudia Francesca di Lorena  | Enrico II di Lorena                   |  |  |       |  |  |                     |  |  |                        |  |
|                                        |                       | Claudia Francesca di Lorena  | Margherita Gonzaga di Lorena          |  |  |       |  |  |                     |  |  |                        |  |
| Leopoldo di Lorena                     |                       | Claudia Francesca di Lorena  |                                       |  |  |       |  |  |                     |  |  |                        |  |
|                                        |                       | Ferdinando III d'Asburgo     | Ferdinando II d'Asburgo               |  |  |       |  |  |                     |  |  |                        |  |
|                                        |                       | Ferdinando III d'Asburgo     | Ferdinando II d'Asburgo               |  |  |       |  |  |                     |  |  |                        |  |
|                                        |                       | Ferdinando III d'Asburgo     | Marianna di Baviera                   |  |  |       |  |  |                     |  |  |                        |  |
| Eleonora Maria Giuseppina d'Austria    |                       | Ferdinando III d'Asburgo     |                                       |  |  |       |  |  |                     |  |  |                        |  |
|                                        |                       | Eleonora Gonzaga-Nevers      | Carlo di Gonzaga-Nevers               |  |  |       |  |  |                     |  |  |                        |  |
|                                        |                       | Eleonora Gonzaga-Nevers      | Carlo di Gonzaga-Nevers               |  |  |       |  |  |                     |  |  |                        |  |
|                                        |                       | Eleonora Gonzaga-Nevers      | Maria Gonzaga                         |  |  |       |  |  |                     |  |  |                        |  |
| Francesco I di Lorena                  |                       | Eleonora Gonzaga-Nevers      |                                       |  |  |       |  |  |                     |  |  |                        |  |
|                                        | Luigi XIII di Francia | Enrico IV di Francia         |                                       |  |  |       |  |  |                     |  |  |                        |  |
|                                        | Luigi XIII di Francia | Enrico IV di Francia         |                                       |  |  |       |  |  |                     |  |  |                        |  |
|                                        | Luigi XIII di Francia | Maria de' Medici             |                                       |  |  |       |  |  |                     |  |  |                        |  |
| Filippo I d'Orléans                    | Luigi XIII di Francia |                              |                                       |  |  |       |  |  |                     |  |  |                        |  |
|                                        |                       | Anna d'Austria               | Filippo III di Spagna                 |  |  |       |  |  |                     |  |  |                        |  |
|                                        |                       | Anna d'Austria               | Filippo III di Spagna                 |  |  |       |  |  |                     |  |  |                        |  |
|                                        |                       | Anna d'Austria               | Margherita d'Austria-Stiria           |  |  |       |  |  |                     |  |  |                        |  |
| Elisabetta Carlotta di Borbone-Orléans |                       | Anna d'Austria               |                                       |  |  |       |  |  |                     |  |  |                        |  |
|                                        |                       | Carlo I Luigi del Palatinato | Federico V del Palatinato             |  |  |       |  |  |                     |  |  |                        |  |
|                                        |                       | Carlo I Luigi del Palatinato | Federico V del Palatinato             |  |  |       |  |  |                     |  |  |                        |  |
|                                        |                       | Carlo I Luigi del Palatinato | Elisabetta Stuart                     |  |  |       |  |  |                     |  |  |                        |  |
| Elisabetta Carlotta di Baviera         |                       | Carlo I Luigi del Palatinato |                                       |  |  |       |  |  |                     |  |  |                        |  |
|                                        |                       | Carlotta d'Assia-Kassel      | Guglielmo V d'Assia-Kassel            |  |  |       |  |  |                     |  |  |                        |  |
|                                        |                       | Carlotta d'Assia-Kassel      | Guglielmo V d'Assia-Kassel            |  |  |       |  |  |                     |  |  |                        |  |
|                                        |                       | Carlotta d'Assia-Kassel      | Amalia Elisabetta di Hanau-Münzenberg |  |  |       |  |  |                     |  |  |                        |  |
|                                        |                       | Carlotta d'Assia-Kassel      |                                       |  |  |       |  |  |                     |  |  |                        |  |

## Titolatura
S.M.I. e R. Cesarea Francesco I, per la grazia di Dio, eletto Sacro romano Imperatore, sempre augusto, Re in Germania e di Gerusalemme, Arciduca d'Austria, Duca di Lorena e Bar, e Gran Duca di Toscana, Duca di Calabria, in Slesia di Teschen, Principe di Charleville, Margravio di Pont-à-Mousson e Nomeny, Conte di Provenza, Vaudémont, Blâmont, Zutphen, Sarrewerden, Salm, Falkenstein, ecc., ecc.

## Stemma
| Image | Stemma                                                                 |
| ----- | ---------------------------------------------------------------------- |
| \| \| | Francesco III di Lorena Duca di Lorena e Bar                           |
|       | Francesco I del Sacro Romano Impero Imperatore del Sacro Romano Impero |
|       |                                                                        |